# Ján Kollár

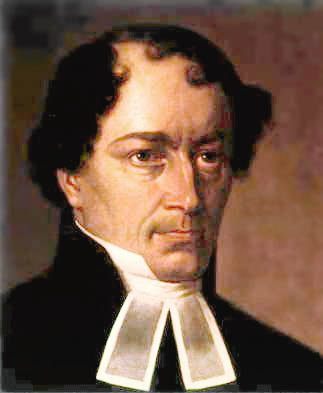
Ján Kollár

Ján Kollár (sinh 1793 tại Mošovce – mất năm 1852 tại Viên, Đế quốc Áo) là một nhà thơ người Slovakia sinh ra tại Mošovce. Ông là nhà triết học và nhà thuyết giáo, người có ảnh hưởng lớn đến văn học của ít nhất hai quốc gia với bài thơ Slávy Dcera (Người con gái Slovan). Tác phẩm của ông được xem là nền tảng và động cơ cho những nhà ái quốc và những nhà hoạt động xã hội. Nó đã được dịch ra nhiều thứ tiếng thuộc nhóm ngôn ngữ gốc Slav cũng như các ngôn ngữ khác.

## Tiểu sử và sự nghiệp
Ông học tại Trường trung học Lutheran ở Bratislava. Ông đã phục vụ như là một tuyên úy cộng đồng đông dân Slovak Lutheran ở Budapest, kể từ 1849 là một giáo sư khảo cổ học Slavic của Đại học Viên, và nhiều lần như một cố vấn cho chính phủ Áo cho các vấn đề xung quanh người Slovakia. Ông gia nhập phong trào quốc gia Slovakia trong giai đoạn đầu tiên của nó.
Bảo tàng của ông (từ năm 1974) trong Mošovce đã được đặt trong kho trước đây, chỉ được xây một phần của nhà sinh khác bằng gỗ Kollár. Phần còn lại của ngôi nhà bị đốt cháy trong lửa vào ngày 16 tháng 8 năm 1863. Trong năm 2009 đã được xây dựng một bản sao của nhà sinh Kollár ban đầu, bây giờ là một bảo tàng.